# Spreizfuß
Unter Spreizfuß (lateinisch: Pes transversoplanus, auch Pes transversus) wird ein Auseinanderweichen der Knochenstrahlen des Mittelfußes verstanden. Ein „kleines Fußgewölbe“ oder „Quergewölbe“, das normalerweise im Bereich des Vorfußballens ausgebildet sein sollte, ist durchgetreten, so dass häufig eine Schwiele unterhalb der Grundgelenke der zweiten und dritten Zehe deutlich in Erscheinung tritt. Heute weiß man, dass auch das „Quergewölbe“ nicht nur durch Bänder, sondern auch durch Muskulatur aufrechterhalten wird, u. a. durch die Ballenmuskulatur.

## Ursachen
Der Grund für einen Spreizfuß ist nicht mangelnde Bewegung, sondern meistens das Tragen ungeeigneten Schuhwerkes, vor allem von Absatzschuhen. In hochhackigen Pumps ist die Vorfußbelastung verfünffacht.
Zudem ist die Bindegewebsschwäche (vorrangig bei Frauen – genetische Disposition) noch ein weiterer Grund, weshalb es zu einer Verbreiterung des Vorfußes kommen kann. Außerdem kann mit zunehmendem Alter das Fußsohlenpolster abflachen, sodass die Mittelfußköpfchen 2 bis 4 mit in die Belastung einbezogen werden.
Schwielen entstehen immer an Körperstellen mit hoher Belastung. Normalerweise wird ein Fuß an der Ferse, am äußeren Fußrand, unter dem 1. und 5. Mittelfußköpfchen und unter der Großzehe belastet. Beim Spreizfuß kommt Last auf die Mittelfußköpfchen 2–4, wodurch hier Schwielen entstehen (sog. durchgetretenes Quergewölbe).

## Risiken
Im Normalfall macht der Spreizfuß wenig Probleme. Er ist jedoch ein Risikoindikator für die Entwicklung eines Hallux valgus beim Tragen von spitz zulaufenden und/oder hochhackigen Schuhen. Vor allem letztere bewirken durch eine drastische Gewichtsverlagerung auf den Vorfuß, dass die Mittelfußknochen auseinandergedrückt werden. Wenn dann noch häufig Schuhe getragen werden, die nach vorne spitz zulaufen und die Zehen zusammendrücken, verlaufen die Sehnen nicht mehr über den Zehengrundgelenken, sondern weiter innen, und ziehen die Zehen immer weiter in eine schiefe Position. Eng zusammengerückte Zehen sind eine typische Spätfolge des Spreizfußes. Auf Grund der chronischen Reizung der Plantarnerven kann sich ein interdigitales Schmerzsyndrom (sog. Morton-Neuralgie) entwickeln.

## Vorbeugung
Hallux valgus und Hammerzehen stellen nicht nur ein kosmetisches Problem dar, sondern bereiten meist langwierige Beschwerden. Wer bei sich die Veranlagung zum Spreizfuß feststellt, ist deshalb gut beraten, flache Schuhe mit Freiraum für die Beweglichkeit der Zehen zu tragen.
Insbesondere bei Kindern und Jugendlichen kann einem Spreizfuß und anderen Fehlstellungen durch häufiges Barfußlaufen vorgebeugt werden. Schuhe mit hohen Absätzen sind weitgehend zu vermeiden.

## Behandlung
Wenn beim Laufen Schmerzen und Schwielen unter den mittleren Mittelfußköpfchen auftreten, sollte das Quergewölbe durch eine Pelotte (retrocapitale Abstützung) wieder angehoben werden. Diese Pelotte kann in einer Einlage eingearbeitet sein, kann aber auch vom Orthopädie-Schuhmacher in den Schuh eingebaut oder als Klebepelotte in den Schuh eingeklebt werden. Hierdurch wird jedoch die Bewegung des Fußes weiterhin eingeschränkt, wodurch zwar die Beschwerden gemildert werden, die Muskulatur jedoch nicht gestärkt wird. Eine dauerhafte Lösung – sofern keine Kontraindikation bzw. andere Ursache vorliegt – bietet nur das langsame Aufbauen der Fußmuskulatur, etwa durch Barfußgehen und in weiterer Folge Barfußlaufen.